# سرنجی شکم‌سفید
سُرَنجی شکم‌سفید (نام علمی: Pericrocotus erythropygius) نام یک گونه از سرده سرنجی است.